# Германия на «Евровидении-1978»
Германия принимала участие в Евровидении 1977, проходившем в Париже, Франция. На конкурсе её представляла Айрин Шир с песней «Feuer», выступавшая под номером 13. В этом году страна заняла 6-е место, получив 84 балла. Комментатором конкурса от Германии в этом году был Вулф Миттлер, глашатаем — Ют Верхулен.

## Национальный отбор
Национальный отбор походил в Баден-Бадене и транслировался только по радио. Предполагалось, что в подведении итогов будут учитываться голоса жюри и голоса радиослушателей (50 на 50). Однако позже жюри заявило, что все представленные песни некачественные и Германия вряд ли займёт призовое место, поэтому учитывались лишь голоса радиослушателей, которые составили среднюю оценку.
| Номер | Артист               | Песня                                       | Средняя оценка | Место |
| ----- | -------------------- | ------------------------------------------- | -------------- | ----- |
| 1     | Синди и Берт         | «Was die Sterne lenkt»                      | 5.15           | 5-е   |
| 2     | Йохан Бройер Груп    | «Lieder die aus dem Radio klingen»          | 4.07           | 11-е  |
| 3     | Марианна Розенберг   | «Nein, weinen werd' ich nicht»              | 5.03           | 7-е   |
| 4     | Энди Норден          | «Susann»                                    | 3.81           | 14-е  |
| 5     | Тони                 | «Mädchen wie Helena»                        | 4.51           | 9-е   |
| 6     | Группа «Альбатрос»   | «Komm und bleib die Nacht bei mir»          | 4.16           | 10-е  |
| 7     | Елена Вондрачкова    | «Männer wie du»                             | 3.98           | 12-е  |
| 8     | Петер, Сью и Марк    | «Charlie Chaplin»                           | 5.31           | 3-е   |
| 9     | Брунхильда Ламберти  | «Kennst du die Zeit» (Do you know the time) | 3.70           | 15-е  |
| 10    | Фрейя и Бернд Уиппик | «Ich trag' deinen Namen»                    | 3.91           | 13-е  |
| 11    | Группа «Sunrise»     | «Liverpool»                                 | 5.34           | 2-е   |
| 12    | Джонни Хилл          | «Louisiana»                                 | 4.90           | 8-е   |
| 13    | Айрин Шир            | «Feuer»                                     | 5.56           | 1-е   |
| 14    | Синди и Берт         | «Chanson d'été»                             | 5.30           | 4-е   |
| 15    | Роял Бревери         | «Ein Lied für Europa»                       | 5.04           | 6-е   |

## Страны, отдавшие баллы Германии
Каждая страна оценивает 10 участников оценками 1-8, 10, 12.
| 12 баллов | 10 баллов                | 8 баллов | 7 баллов                            |
| --------- | ------------------------ | -------- | ----------------------------------- |
| Финляндия | Испания Монако           | Турция   | Португалия Нидерланды Греция Швеции |
| 5 баллов  | 3 балла                  | 2 балла  | 1 балл                              |
| Бельгия   | Израиль Италия Швейцария |          | Дания Ирландия                      |

## Страны, получившие баллы от Германии
| 12 баллов | 10 баллов  | 8 баллов       | 7 баллов | 6 баллов  |
| --------- | ---------- | -------------- | -------- | --------- |
| Израиль   | Франция    | Великобритания | Монако   | Швейцария |
| 5 баллов  | 4 балла    | 3 балла        | 2 балла  | 1 балл    |
| Ирландия  | Нидерланды | Бельгия        | Италии   | Австрия   |